# Saucrolus
Saucrolus is een geslacht van wantsen uit de familie van de Naucoridae (Zwemwantsen). Het geslacht werd voor het eerst wetenschappelijk beschreven door Santos in 1971.

## Soorten
Het genus bevat de volgende soort:

- Saucrolus silvai Santos, 1971